# Neo-noir
Neo-noir je subžánr filmu noir, jenž se tematicky i vizuálně inspiruje a navazuje na americké filmy noir ze 40. a 50. let dvacátého století. Zároveň je však přizpůsoben požadavkům moderního publika a obvykle obsahuje více násilí a intimity – elementy, které byly během zlaté éry Hollywoodu potlačovány vlivem platnosti Haysova kodexu. Někdy bývá považován i za samostatný žánr, nejčastěji se objevuje v kombinaci se žánry thriller, mysteriózní, drama či krimi.

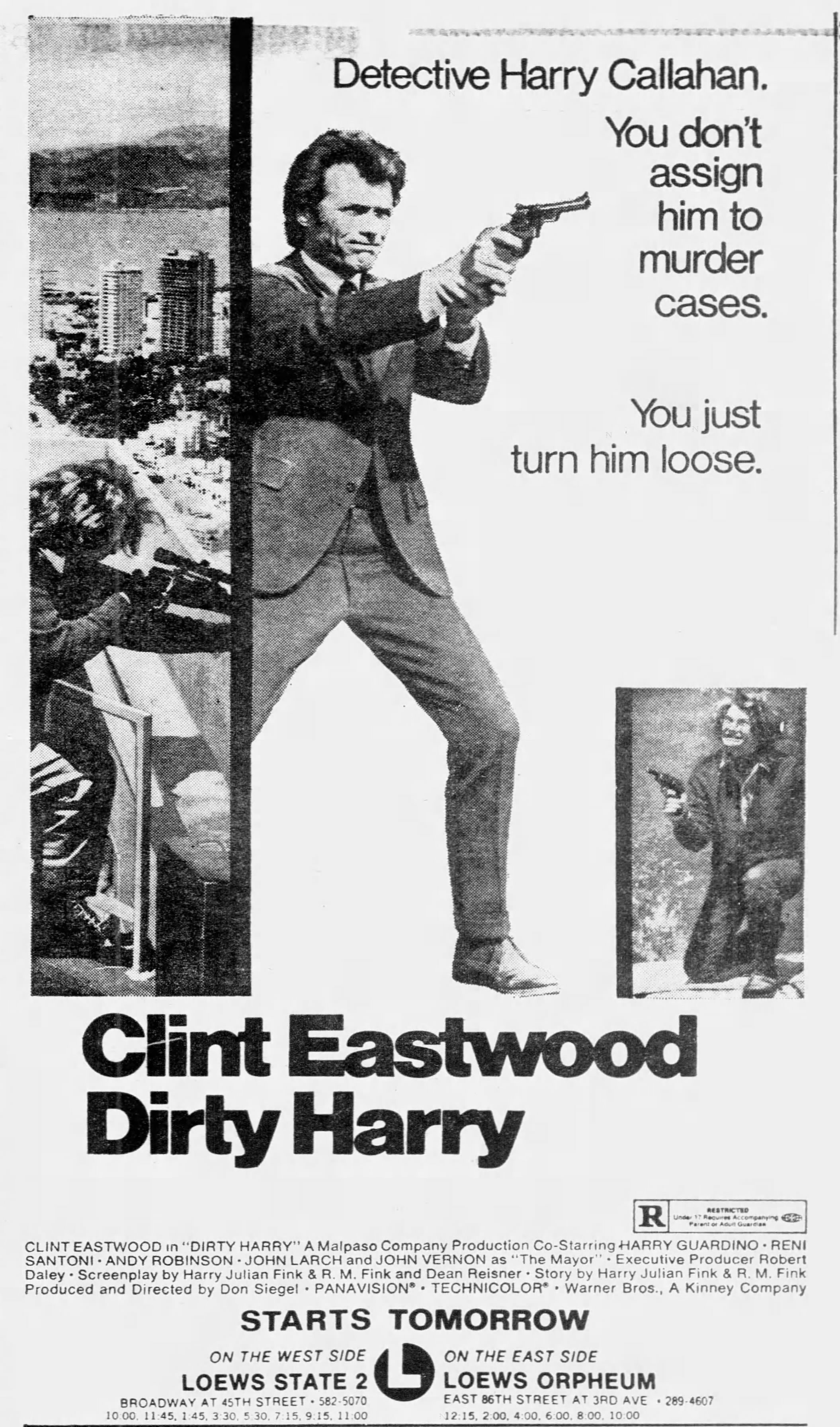
Film Drsný Harry s Clintem Eastwoodem v titulní roli patří mezi nejslavnější rané neo-noiry

Název neo-noir vznikl přidáním řecké předpony neo- (novo-) ke slovu noir (francouzsky černý) a stal se hojně využívaný v 70. a 80. letech díky filmům jako Drsný Harry (1971), Čínská čtvrť (1974) či Taxikář (1981). Avšak první neo-noiry vznikaly již počátkem 60. let, jen několik let po natočení filmu Dotek zla (1958), který je všeobecně považován za poslední klasický film noir.

## Charakteristika
Neo-noiry se v mnohém podobají klasickým zástupcům žánru film noir. Režiséři často využívají osvětlovací techniku low key a kladou důraz na kontrast mezi stínem a světlem. V porovnání s klasickými noiry ale převládá již barevná kamera s temnými odstíny a moderní zvuk i filmařské techniky.
Co se obsahu týče, klasické noiry se zabývají poválečnou deziluzí a paranoiou, zatímco neo-noiry řeší současné společenské otázky jako například moderní technologie či globalizace a hlouběji vykreslují psychiku protagonistů. Hlavní postavou filmu je nejčastěji záhadný a cynický antihrdina.

## Příklady
Jako první neo-noir, který se dočkal velkého úspěchu, bývá považován thriller Mys hrůzy (1962). Nicméně k popularizaci tohoto subžánru přispěly až úspěšné kriminální filmy natočené v 70. a 80. letech jako například Čínská čtvrť (1974), Rozhovor (1974), Noc postupuje (1975) či Žár těla (1981).
V následujících letech se vyčlenilo několik režisérů, kteří svým dílem značně přispěli k rozvoji neo-noiru. Jde například o Davida Lynche (Modrý samet, Lost Highway, Mullholland Drive) či Quentina Tarantina (Gauneři, Jackie Brownová). V duchu tohoto subžánru v kombinaci s černým humorem často tvoří i bratři Coenové (Zbytečná krutost, Fargo, Tahle země není pro starý) či scenárista Shane Black (Kiss Kiss Bang Bang, Správní chlapi). Netradiční kombinaci se žánrem sci-fi zvolil Ridley Scott pro svůj kultovní film Blade Runner (1982).
Mezi nejzdařilejší neo-noiry bývají řazena také tato díla: Základní instinkt (1992), Sedm (1995), Obvyklí podezřelí (1995), Nelítostný souboj (1995), L.A. – Přisně tajné (1997), Memento (2000), Collateral (2004), Sin City – Město hříchu (2005) či Prokletý ostrov (2010). Z novějších žánrových příspěvků bývají zmiňovány thrillery Drive (2011) či Slídil (2014) či Zmizelá (2014).